# Cascades Mutumuna
Les cascades Mutumuna són unes cascades situades a Zàmbia. Té uns 20 m d'altura.

## Ubicació i significat
Es troba per sobre de les cascades Chisimba i el poble bemba creu que l'esperit de Mutumuna resideix allà. El gran sacerdot de Mutumuna fa ofrenes regulars a les cascades. La naturalesa sagrada de les cascades prohibeix les relacions sexuals, l'arrogància i la disputa en les proximitats de les cascades.

## Història
Les cascades Mutumuna han rebut molta atenció pel desenvolupament hidroelèctric, subministrant electricitat a la ciutat relativament ocupada de Kasama i altres pobles veïns.